# Leptosphaeria hydrophila
Leptosphaeria hydrophila är en svampart som beskrevs av Sacc. Leptosphaeria hydrophila ingår i släktet Leptosphaeria och familjen Leptosphaeriaceae.   Inga underarter finns listade i Catalogue of Life.